# Cavalli si nasce
Cavalli si nasce és una pel·lícula italiana del 1989 dirigida pel dibuixants de còmics Sergio Staino.

## Argument
1832. Dos senyors toscans surten de Nàpols cap a Sicília; Son el marquès Ottavio i el seu amic Paolo. Tots dos volen conèixer el sud de la península seguint els passos del filòsof Goethe, que va morir aquell any. El viatge s'interromp quan Ottavio és ferit i robat mentre els dos estan allotjats a Cilento. Ara resten sense diners i no els queda més que recórrer a l'ajuda i l'hospitalitat d'un amic de la família d'Ottavio: un vell príncep napolità, feliç d'acollir els dos viatgers ja que té en ment conèixer i casar després amb el marquès toscà la seva extravagant filla Carola.
Durant la seva estada amb el príncep Paolo, en un intent de seduir la germana ja casada del príncep, estableix una bella amistat amb el subversiu cavaller Alfonso i l'artista Paco. Alfonso adoctrina Paolo i Paco amb les idees d'una nova filosofia: la de viure en comú on ja no existeix la propietat privada i ja no hi ha criats ni nobles com ja fan a Filadèlfia.
Ottavio, en canvi, tot i mantenir diverses converses amb la princesa Carola i el capellà per parlar de cultura, sedueix l'esposa alemanya del príncep, revitalitzada per l'arribada del noble toscà. Tanmateix, Paolo descobreix l'intent del príncep de fer que es quedin amb ell per sempre, per complaure la seva filla enamorada d'Ottavio. Carola, després d'haver sentit el discurs de Paolo, ho explica tot al seu pare amb llàgrimes. Per evitar la marxa d'Ottavio, el capellà castra i fa matar Paolo pels habitants del poble, injustament culpable d'haver-se aprofitat d'una noia local.
Ottavio, commocionat per la mort del seu amic, s'escapa de nit: durant la seva fugida, per a la seva gran sorpresa, es troba amb Paolo i el seu amic Alfonso, que, traïts per Paco, havien estat capturats i assassinats pels guàrdies borbònics. Alfonso explica a Ottavio la "nova filosofia" de viure en comunió i tots tres es van proposar emprendre un nou viatge, ja no cap al Sud sinó cap a Filadèlfia.

## Repartiment
- Vincent Gardenia: Príncep napolità
- David Riondino: Ottavio
- Paolo Hendel: Paolo
- Delia Boccardo: Baronessa
- Giacomo Marramao: Pare Giacomo
- Bonvi: Capità borbònic
- Franco Angrisano
- Beniamino Placido:
- Pietra Montecorvino: Carola
- Roberto Murolo
- Franca D'Amato: Aspasia
- Paco Reconti: Paco
- Riccardo Pangallo: Alfonso

## Producció
Representa la primera obra del famós dibuixant Sergio Staino. La banda sonora de la pel·lícula és d'Eugenio Bennato i Carlo D'Angiò. La major part del rodatge es va dur a terme a Cilento i Vallo di Diano, particularment al municipi de Castellabate (Porto delle Gatte, localitat de Torretta, pineda de Licosa i Palazzo Perrotti), al port esportiu de Pollica, a Roscigno Vecchia, al camp del Cilento i a la Certosa di San Lorenzo a Pàdula.

## Recepció
La pel·lícula no va tenir un gran èxit de públic o comercial, atès també el gènere, potser no per a un gran públic, de l'obra de Sergio Staino. La pel·lícula va recaptar un total de 626.957.000 lires al cinema.

## Crítica
La pel·lícula va rebre una bona aclamació de la crítica, malgrat un èxit comercial poc brillant. En particular, la precisió en la reconstrucció de l'entorn italià del segle XIX i l'estudi en profunditat dels personatges són apreciats pels professionals. La pel·lícula, malgrat una narració molt fragmentària, interrompuda diverses vegades per transicions abruptes o per escenes basades en excés en diàlegs entre els diferents personatges, es defineix com una bona història al·legòrica, on la sàtira i l'esperit fantàstic es fonen.

## Premis
Als Nastri d'argento 1989 va guanyar el premi a la millor banda sonora.